# CS Constantine
Club Sportif Constantinois (în arabă النادي الرياضي القسنطيني), cunoscut și ca CS Constantine sau pur și simplu CSC pe scurt, este un club de fotbal algerian cu sediul în Constantine, Algeria. Clubul a fost fondat în 1898, iar culorile sale sunt verde și negru. Stadionul lor de acasă, Stade Mohamed Hamlaoui, are o capacitate de 50.000 de spectatori. Clubul joacă în prezent în Liga Profesionistă 1 din Algeria.

## Istorie
CS Constantine a fost fondat sub numele de IKBAL Émancipation la 26 iunie 1898. Este cel mai vechi club, fiind prima asociație sportivă de fotbal din Algeria. Anterior, data de fondare recunoscută de LFP este 26 iunie 1926. 
Astăzi, liga de fotbal profesionist nu menționează nicio dată de înființare a clubului și folosește sigla CSC, care poartă data de fondare a anului 1898. Clubul insistă încă asupra datei de 26 iunie 1898, ceea ce l-ar face decanul fotbalului algerian și african. Principalul argument invocat de CSC este că a existat sub diferite acronime de-a lungul istoriei sale, păstrând în tot acest timp aceleași culori și aceleași valori. Astfel, din 1898 până în 1909, clubul ar fi purtat numele IKBAL Émancipation. Apoi, a reapărut din 1916 până în 1918 sub numele de Étoile Club Moslem Constantinois (campion al Africii de Nord), pentru a deveni în cele din urmă în 1926 actualul Club Sportif Constantinois. De asemenea, a fost numit Chabab Mécanique de Constantine din 1977 până în 1987.
În 1988, Mouloud Bouderbala aka El Hadj Mouloud Bouderbala (fondatorul clubului Sans Soussi Sportif Constantinois ) specifică în cartea sa Chabab Sinaât Cirta, CSC: 1898 - 1988 că IKBAL Émancipation este strămoșul Club Sportif Constantinois..
Tassili Airlines, compania aeriană a companiei petroliere Sonatrach, a sponsorizat clubul din 2012 până în 2016. Și din 2016, clubul a fost sponsorizat de Entreprise Nationale des Travaux aux Puits (ENTP), o altă firmă a Sonatrach.

## Culori și insignă
Sub toate cele trei nume, clubul a avut aceleași obiective și valori: (Popular, islamic); aceleași culori: verde (Speranță) și negru (Jale); și același motto: „Speranța în durere” (L'esperance en Deuil).

### Kituri
|           |
| 1952-1953 |

|      |
| 1971 |

|           |
| 1996-1997 |

|           |
| 1997-1998 |

|           |
| 2000-2001 |

|           |
| 2003-2004 |

|           |
| 2012-2013 |

|           |
| 2013-2014 |

|           |
| 2015-2016 |

## Palmares
| Competiții Naționale | Competiții Continentale |
| - Liga 1 Algeria (2) : - Campioni : 1997, 2018. - Vice-campioni : 1971, 2023. - Liga 2 Algeria (6) : - Câștigători : 1970, 1977, 1986, 1994, 2004, 2011. - Finalistă : 2017. - Supercupa Algeriei (0) : - Finalistă : 2018. | - Liga Campionilor CAF : - Sferturi (1) - 2019 - Cupa Campionilor Cluburilor Arabe : - 16- zecimi (1) - 2020 - Cupa Confederației CAF : - Optimi (2) - 2014, 2016 |

## Performanță în competițiile CAF
- Liga Campionilor CAF : 2 apariții

1998 – Prima rundă
2018-19 – Sferturi
- Cupa Confederațiilor CAF: 2 apariții

2014 – A doua rundă
2016 – A doua rundă

### Statisticile competițiilor CAF
| Competiție           | Participare | Meciuri jucate | Câștigate | Egal | Pierdute | Goluri Marcate | Goluri Primite | Diff |
| -------------------- | ----------- | -------------- | --------- | ---- | -------- | -------------- | -------------- | ---- |
| Liga Campionilor     | 2           | 8              | 6         | 1    | 1        | 9              | 2              | +7   |
| Cupa Confederațiilor | 2           | 10             | 6         | 0    | 4        | 10             | 14             | -4   |
| Total                | 4           | 18             | 12        | 1    | 5        | 19             | 16             | +3   |

## Referință
1. 1 2  „LFP - Ligue de Football Professionnelle”. Arhivat din original la 21 decembrie 2013. Accesat în 6 iunie 2017.
2. ↑  „DOSAR CLUB: CS CONSTANTINE”. Arhivat din original la 16 august 2019. Accesat în 4 octombrie 2020.
3. ↑  „ISTORIA CLUBULUI SPORTIV CONSTANTINOIS”.
4. ↑  „BOUDERBALA MOULOUD”.
5. ↑  „L'Iqbal Emancipation este strămoșul CSC”.
6. ↑  „Sonatrach et ses filières reprendront le MCA, le MCO, le CSC et la JSS”. Algérie1.com. Abbès Zineb. 18 august 2012. Arhivat din original la 18 octombrie 2021.
7. ↑  „L'ENTP rachète le CS Constantine”. L'EcoNews. M.E.H. 4 aprilie 2016.

## Legături externe
- Fanclub Website